# Zweitwagenversicherung
Die Zweitwagenversicherung oder Zweitwagenregelung ist eine vom Versicherer bedingungsgemäß gewährte Sondereinstufung beim Neuabschluss einer Versicherung eines weiteren Fahrzeuges auf denselben Versicherungsnehmer oder dessen Partner. Die Einstufungshöhe ist vom jeweiligen Versicherer abhängig und bezieht sich auf Kfz-Haftpflichtversicherung bzw. Kaskoversicherung. Die Wirkung als Mengen- oder Kundenbindungsrabatt entsteht durch den Einstieg in eine günstigere Schadenfreiheitsklasse (SF) als KL 0, bei der sich der Beitragssatz, unterschiedlich gehandhabt im Markt, über einen Faktor von 1,6 bis 2,6 auf den Beitragssatz der Klasse SF 1 ermittelt.

## Voraussetzungen
Voraussetzung ist, dass sich das Erstfahrzeug nicht in der Klasse 0 oder einer Schadenklasse befindet oder der Vertrag durch einen Schaden im Rahmen einer folgenden Rückstufung nicht in eine Schadenklasse zurückgestuft wird. Die Zweitwagenregelung kommt auch zur Anwendung, wenn das Zweitfahrzeug auf den Ehe-/Lebenspartner zugelassen wird und dieser die Fahrerlaubnis mindestens 1 Jahr besitzt. Diese Regelung wird auch Ehegattenregelung genannt. Eine explizite gesetzliche Regelung existiert nicht. Die Sondereinstufung ist, soweit sie über eine Einstufung von SF ½ hinausgeht, entweder Verhandlungssache oder von den individuellen Versicherungsbedingungen des jeweiligen Versicherers abhängig.
Danach wird diese Versicherung in ihrer fortlaufenden SF-Klasse weitergeführt. Einige Versicherer räumen eine Zweitwagenregelung besser als SF ½ auch dann ein, wenn der erste Wagen bei einer anderen Versicherung versichert ist.

## Standardregelung
Sofern auf den Versicherungsnehmer und/oder Partner bereits ein Fahrzeug zugelassen ist, das sich in einer Schadenfreiheitsklasse befindet und kein Schaden im laufenden Kalenderjahr im Folgejahr in die KL 0 oder eine Schadenklasse führen würde, erfolgt eine Einstufung in die Klasse SF½. Hier sind keine weiteren Voraussetzungen vorhanden. Diese Regelung entspricht der vor der Deregulierung 1994 und wurde von allen Versicherern unverändert beibehalten. Diese Einstufung erfolgt auch, wenn das Erstfahrzeug nicht beim gleichen Versicherer versichert ist. Der Zweitwagenversicherer lässt sich vom Erstwagenversicherer eine vorhandene Schadenfreiheitsklasse und ggf. rückstufungswirksame Schäden im laufenden Jahr lediglich bestätigen, ruft den SFR aber nicht ab (Versichererwechselbescheinigung nur Teil B). Ist der Vertrag im laufenden Kalenderjahr rückstufungswirksam schadenbelastet, prüft der Versicherer, ob im Folgejahr eine Rückstufung in eine Klasse schlechter als SF ½ erfolgen würde. In diesem Fall wird der Zweitwagen nicht in die Klasse SF ½, sondern in die Klasse 0 eingestuft.

## Voraussetzungsbedingte Regelungen
Bei den folgenden Sondereinstufungsmöglichkeiten, die über die Klasse SF ½ hinausgehen, verwenden die jeweiligen Versicherer unterschiedliche Voraussetzungen. Grundsätzlich wird ein solcher Schadenfreiheitsrabatt bei einem Versichererwechsel einem Nachversicherer nicht bestätigt, sondern nur der Teil der bei einer Einstufung gem. Standardregelung erworben worden wäre. 
- kein Fahrzeugnutzer jünger als xx Jahre (überwiegende Grundvoraussetzung Mindestalter 25 Jahre) (verhandelbar)
- eingeschränkte jährliche Kilometerleistung (verhandelbar)
- bessere SF-Klasse als SF 2 beim Erstfahrzeug (fast immer Grundvoraussetzung, aber verhandelbar)
- mehrere Verträge beim gleichen Versicherer (verhandelbar)
- Erstfahrzeug beim gleichen Versicherer (verhandelbar)

## Einstufungsvarianten von Zweitwagen

### Klassen SF½ bis max. SF2
Diese Regelung wird vom größeren Teil der Versicherer verwandt. Meistens ist die Voraussetzung, zusätzlich zur Standardregelung, dass mindestens die Grundvoraussetzungen erfüllt sind.

### SF-Klasse abhängig von der SF-Klasse des Erstfahrzeuges
Einige Versicherer gewähren eine höhere Sondereinstufung als SF2, sofern der Erstvertrag sich in einer höheren SF-Klasse als SF2 befindet. Das kann beispielhaft dann folgendermaßen aussehen:
| Erstfahrzeug    | Zweitfahrzeug |
| SF 4 bis SF 6   | SF 3          |
| SF 7 bis SF 10  | SF 4          |
| SF 11 bis SF 18 | SF 5          |
| usw.            | usw.          |

### Die gleiche SF-Klasse des Erstfahrzeuges
Wenige Versicherer stufen ein Zweitfahrzeug in die SF-Klasse des Erstfahrzeuges ein. Hier ist eine stringent gehandhabte Voraussetzung, dass sowohl Erst- als auch Zweitfahrzeug auf denselben Versicherungsnehmer zugelassen sind und auch nur von diesem gefahren werden. Auch eine Nutzung durch den Partner ist ausgeschlossen. Im Schadenfall werden immer beide Verträge zurückgestuft. Bezogen auf das Risiko entspricht die Handhabung in etwa einem Wechselkennzeichen. Es ist nicht möglich, sofern der Versicherungsnehmer sich an die vorgegebene Regelung hält, dass beide Fahrzeuge zur gleichen Zeit gefahren werden.